# Tian Qu (vattendrag i Kina)
Tian Qu (kinesiska: 天曲) är ett vattendrag i Kina. Det ligger i provinsen Qinghai, i den nordvästra delen av landet, omkring 900 kilometer sydväst om provinshuvudstaden Xining.